# Karben
Karben ist eine Stadt im Wetteraukreis in Hessen. Sie liegt etwa 15 Kilometer nordöstlich von Frankfurt am Main. Der Fluss Nidda verläuft durch die Ortsteile Okarben, Klein-Karben und Groß-Karben.

## Geographie

### Geographische Lage
Karben liegt auf einer Höhe von 110 m ü. NHN an der Südspitze der Wetterau. Die Stadt grenzt im Norden an die Gemeinden Wöllstadt und Niddatal, im Osten an die Stadt Nidderau (Main-Kinzig-Kreis), im Südosten an die Gemeinde Schöneck (Main-Kinzig-Kreis), im Süden an die Gemeinde Niederdorfelden (Main-Kinzig-Kreis), die Stadt Bad Vilbel und die kreisfreie Stadt Frankfurt am Main, im Westen an die Städte Bad Homburg vor der Höhe (Hochtaunuskreis) und Friedrichsdorf (Hochtaunuskreis) sowie im Nordwesten an die Stadt Rosbach vor der Höhe.

### Stadtgliederung
Karben besteht aus den Stadtteilen Burg-Gräfenrode, Groß-Karben, Klein-Karben, Kloppenheim, Okarben, Petterweil und Rendel. Jeder der sieben Stadtteile besitzt einen eigenen Ortsbeirat, der jeweils einen Ortsvorsteher als Vorsitzenden hat. Der kleinste Stadtteil nach Einwohnerzahl ist Burg-Gräfenrode, nach Fläche Kloppenheim. Der größte Stadtteil nach Einwohnerzahl ist Klein-Karben, nach Fläche Groß-Karben.
| Stadtteil       | Fläche (ha) | Einwohner |
| --------------- | ----------- | --------- |
| Burg-Gräfenrode | 466 ha      | 1.491     |
| Groß-Karben     | 826 ha      | 5.423     |
| Klein-Karben    | 525 ha      | 5.696     |
| Kloppenheim     | 401 ha      | 2.667     |
| Okarben         | 684 ha      | 3.314     |
| Petterweil      | 675 ha      | 3.356     |
| Rendel          | 817 ha      | 2.225     |

## Geschichte
Die Stadt Karben entstand am 1. Juli 1970 im Zuge der Gebietsreform in Hessen durch den freiwilligen Zusammenschluss der bis dahin eigenständigen Gemeinden Groß-Karben, Klein-Karben, Kloppenheim, Okarben und Rendel. Der Ortsname „Carben“ ist aus dem 9. Jahrhundert belegt und tauchte im Jahre 827 in datierten Güterübertragungen an die Klöster Lorsch, Hersfeld und Fulda auf. Rendel ist mit einer ersten urkundlichen Erwähnung als „Rantuvilre“ im Jahr 774 der älteste Stadtteil Karbens. Während der Stauferzeit befand sich im heutigen Stadtteil wahrscheinlich Reichsgut; anschließend gehörte es nachfolgend zur Burg Münzenberg, zum Freigericht Kaichen, zur Burg Friedberg sowie zum Großherzogtum Hessen. Der Stadtteil Okarben, ehemals „Akarben“ genannt, entstand auf der Stelle eines Römerkastells.

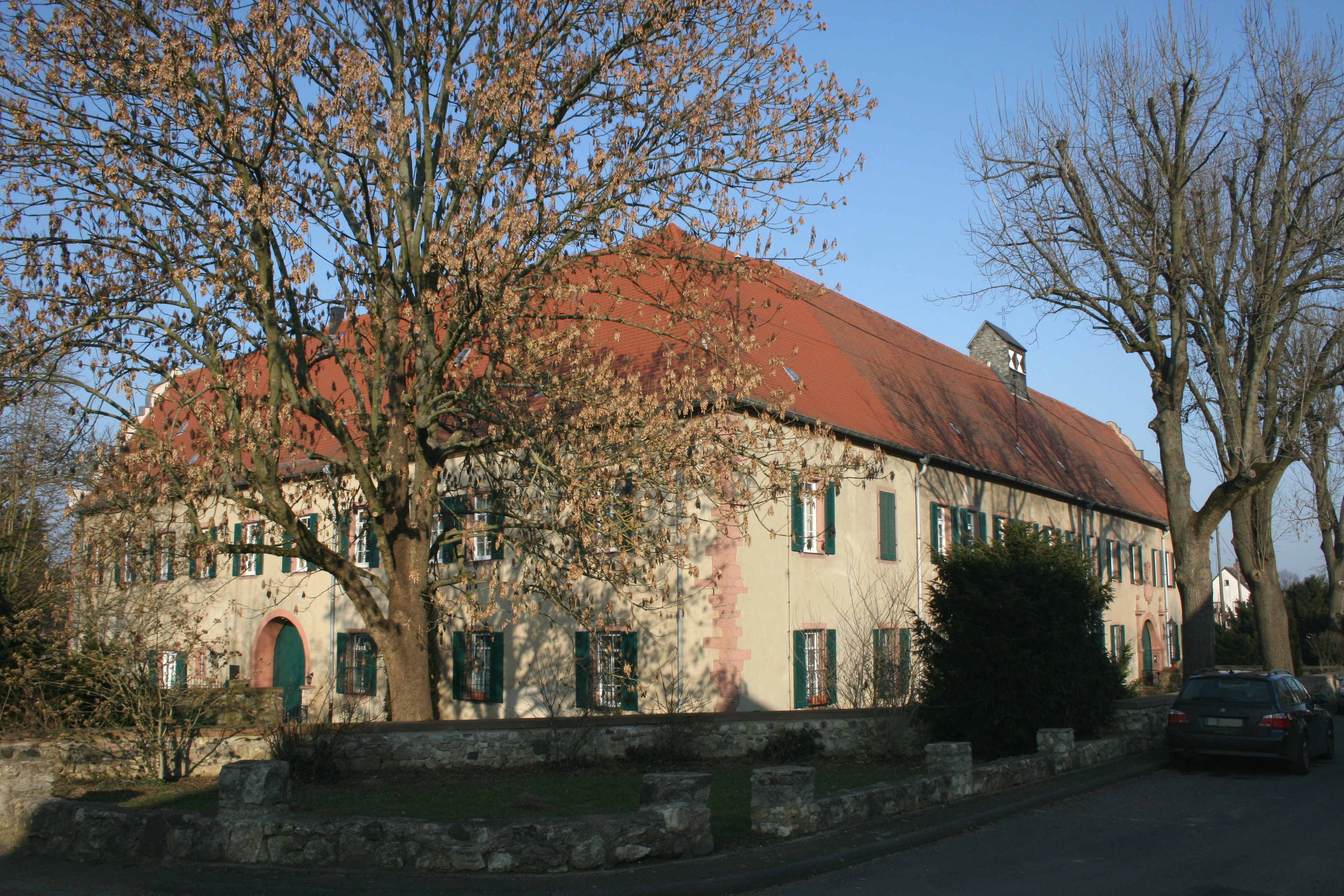
L-förmiges Deutschordensschloss im Stadtteil Kloppenheim

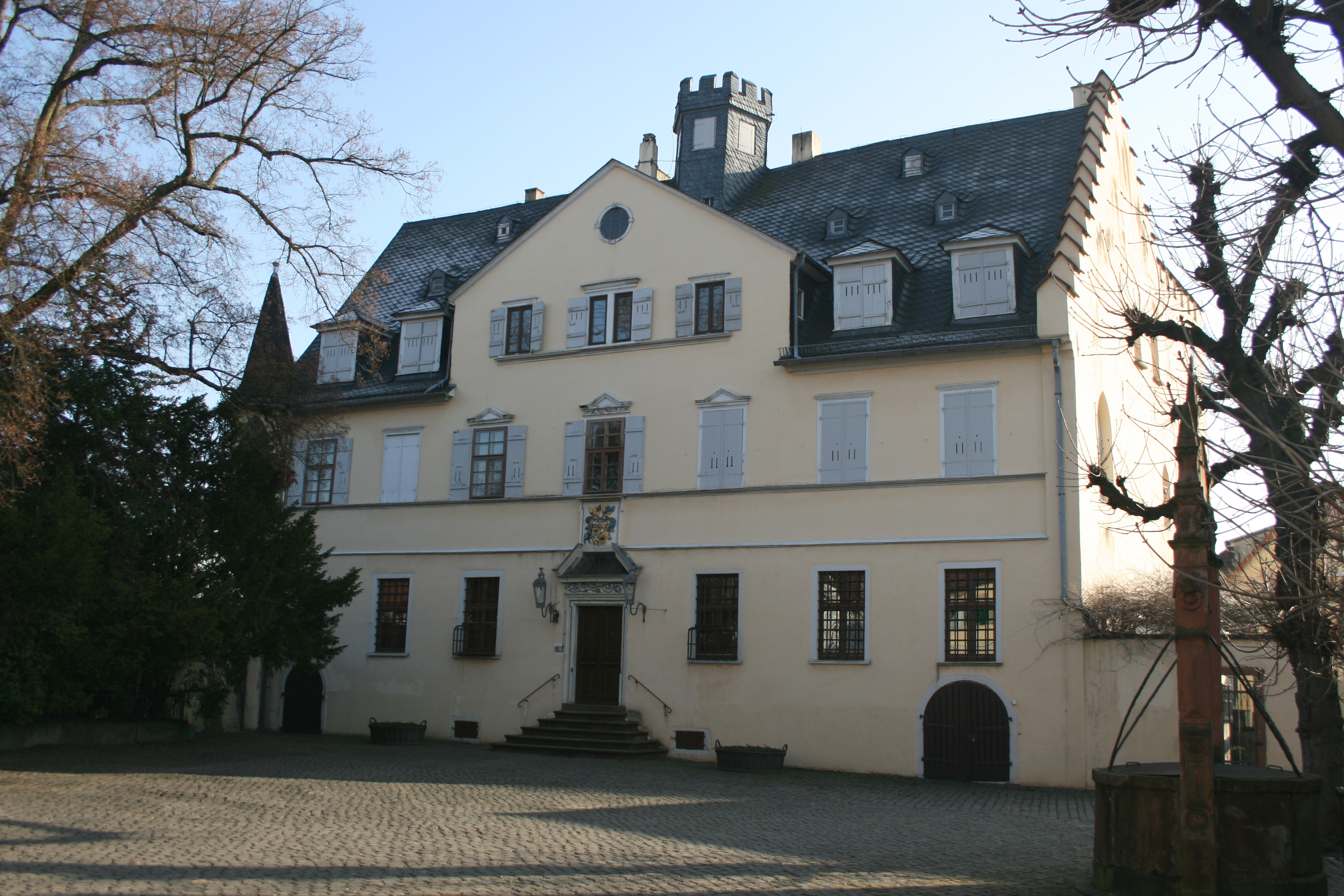
Herrenhaus des Leonhardischen Schlosses in Groß-Karben

Im Mittelalter sind zwei Adelsfamilien fassbar, die sich nach dem Ort benannten: Die Herren von Carben und die Dugel von Carben. Beide stellten mehrere Burgmannen und Burggrafen in der Reichsburg Friedberg. Im Stadtteil Kloppenheim befand sich seit dem 13. Jahrhundert eine Deutschordenskommende, deren Mittelpunkt später das Deutschordensschloss Kloppenheim bildete. Die Liegenschaften dort werden heute im Volksmund als „Schloss“ bezeichnet, wie auch das Anwesen der Adelsfamilie Leonhardi im Stadtteil Groß-Karben. Im Stadtteil Burg-Gräfenrode steht die Oberburg, die bis zu deren Aussterben im Jahr 1729 als Sitz der Familie von Carben diente. Hulshofen, ein weiterer Ort, zwischen Okarben, Petterweil und Groß-Karben gelegen, wurde im 15. oder 16. Jahrhundert zur Wüstung.
Die vormals eigenständige Gemeinde Burg-Gräfenrode wurde am 31. Dezember 1971 nach Karben eingemeindet. Am 1. August 1972 erfolgte wiederum der weitere Zusammenschluss mit der Gemeinde Petterweil. Die ausgedehnte Kommune wurde neben Dietzenbach und Neu-Anspach für einige Jahre zum musterhaften Entwicklungsschwerpunkt im ländlichen Raum vor den Toren Frankfurts erklärt. Die für Karben prognostizierten 30.000 bis 50.000 Einwohner konnten jedoch auch in den Folgejahren nie erreicht werden.
Aufgrund seiner Entstehungsgeschichte besaß Karben bis in 1990er Jahre hinein kaum typische Strukturen einer Stadt. Städteplaner hatten im Vorfeld der Gebietsreform in Hessen zunächst mit Gebäudezeilen von Kloppenheim bis zum heutigen Hallenfreizeitbad gerechnet. Betonbrutalismus sollte maßgeblich das Stadtzentrum prägen, der Autoverkehr wiederum auf mehreren Ebenen laufen und eine Kabinenbahn den öffentlichen Nahverkehr in der Stadt regeln. Der Zusammenschluss der ehemals selbstständigen Gemeinden verhinderte jedoch über Jahrzehnte hinweg die Bildung einer urbanen Mitte; Einwohner gingen ihren Erledigungen lange Zeit in den jeweiligen Ortsteilen oder Nachbargemeinden wie Bad Vilbel oder Hanau nach.
Ab Mitte der 1990er Jahre wurden von der Stadtregierung diverse städtebauliche Maßnahmen vorangetrieben, mit dem Ziel, entlang der Bahnhofstraße ein neues Zentrum zu schaffen. Die Umsetzung konkreter erster Vorhaben begann 1998 mit der Eröffnung des City-Centers an der Kreuzung zur Robert-Bosch-Straße, in dessen direkter Nachbarschaft in den Jahren 2005 und 2006 mit dem Selzerbrunnencenter ein weiteres Einkaufszentrum entstand. Ab 2010 folgte das Baugebiet Luisenthaler Straße sowie ein weiteres Ensemble entlang des City-Kreisels, bestehend aus Rewe-Markt, Frankfurter-Volksbank-Filiale und dem Wohn- und Geschäftshaus „Bellevue“. Ab 2017 wurden im Kerngebiet der Stadt sowohl das Wohngebiet am Taunusbrunnen als auch ein Komplex für Geschäfte, Gastronomie, Hotel und Wohnen auf dem schräg gegenüber liegenden Dreiecksgrundstück errichtet.

### Einwohnerentwicklung
| Jahr | Einwohner |
| ---- | --------- |
| 1945 | 7.500     |
| 1961 | 10.157    |
| 1970 | 14.291    |
| 1973 | 17.481    |
| 1980 | 19.175    |
| 1990 | 20.640    |
| 2000 | 22.377    |
| 2005 | 22.836    |
| 2010 | 22.931    |
| 2014 | 22.509    |
| 2018 | 22.623    |
| 2019 | 23.050    |
| 2021 | 23.787    |

Einwohnerentwicklung von Karben von 1945 bis 2015

Zirka 20 % (5.300 von zirka 24.000 Einwohnern) der Gesamtbevölkerung sind Gemeindeglied der evangelische Kirche.

### Gebietsreform
Im Zuge der Gebietsreform in Hessen wurden:
- am 1. Juli 1970: Zusammenschluss der Gemeinden Klein-Karben, Groß-Karben, Kloppenheim, Okarben und Rendel zur Stadt Karben[11]
- am 31. Dezember 1971: Eingliederung der Gemeinde Burg-Gräfenrode[11]
- am 1. August 1972: Zusammenschluss kraft Landesgesetz mit der Gemeinde Petterweil[22][11]

## Politik

### Stadtverordnetenversammlung
Von der Stadtgründung an hatte zunächst die SPD die absolute Mehrheit in der Stadtverordnetenversammlung. Zwischen 1997 und 2006 wurde das Stadtparlament durch eine rot-grüne Koalition getragen. Danach bestand eine Koalition von CDU, FWG und FDP. Seit 2021 hat die CDU die absolute Mehrheit.
Die Kommunalwahl am 14. März 2021 lieferte folgendes Ergebnis, in Vergleich gesetzt zu früheren Kommunalwahlen:
| Sitzverteilung in der Stadtverordnetenversammlung 2021Insgesamt 37 Sitze - Linke: 1 - SPD: 6 - Grüne: 6 - FDP: 1 - FW Karben: 3 - CDU: 19 - AfD: 1 | Parteien und Wählergemeinschaften | Parteien und Wählergemeinschaften           | 2021  | 2021  | 2016  | 2016  | 2011  | 2011  | 2006  | 2006  | 2001  | 2001  |
| Sitzverteilung in der Stadtverordnetenversammlung 2021Insgesamt 37 Sitze - Linke: 1 - SPD: 6 - Grüne: 6 - FDP: 1 - FW Karben: 3 - CDU: 19 - AfD: 1 | Parteien und Wählergemeinschaften | Parteien und Wählergemeinschaften           | %     | Sitze | %     | Sitze | %     | Sitze | %     | Sitze | %     | Sitze |
| Sitzverteilung in der Stadtverordnetenversammlung 2021Insgesamt 37 Sitze - Linke: 1 - SPD: 6 - Grüne: 6 - FDP: 1 - FW Karben: 3 - CDU: 19 - AfD: 1 | CDU                               | Christlich Demokratische Union Deutschlands | 51,2  | 19    | 55,5  | 21    | 49,8  | 18    | 42,0  | 15    | 38,3  | 14    |
| Sitzverteilung in der Stadtverordnetenversammlung 2021Insgesamt 37 Sitze - Linke: 1 - SPD: 6 - Grüne: 6 - FDP: 1 - FW Karben: 3 - CDU: 19 - AfD: 1 | SPD                               | Sozialdemokratische Partei Deutschlands     | 16,3  | 6     | 21,8  | 8     | 27,5  | 10    | 39,4  | 15    | 47,6  | 18    |
| Sitzverteilung in der Stadtverordnetenversammlung 2021Insgesamt 37 Sitze - Linke: 1 - SPD: 6 - Grüne: 6 - FDP: 1 - FW Karben: 3 - CDU: 19 - AfD: 1 | Grüne                             | Bündnis 90/Die Grünen                       | 15,0  | 6     | 7,9   | 3     | 10,9  | 4     | 7,3   | 3     | 7,4   | 3     |
| Sitzverteilung in der Stadtverordnetenversammlung 2021Insgesamt 37 Sitze - Linke: 1 - SPD: 6 - Grüne: 6 - FDP: 1 - FW Karben: 3 - CDU: 19 - AfD: 1 | FW Karben                         | Freie Wähler Karben                         | 7,8   | 3     | 8,3   | 3     | 7,3   | 3     | 7,9   | 3     | 4,1   | 1     |
| Sitzverteilung in der Stadtverordnetenversammlung 2021Insgesamt 37 Sitze - Linke: 1 - SPD: 6 - Grüne: 6 - FDP: 1 - FW Karben: 3 - CDU: 19 - AfD: 1 | Linke                             | Die Linke                                   | 3,6   | 1     | 3,5   | 1     | 2,7   | 1     | —     | —     | —     | —     |
| Sitzverteilung in der Stadtverordnetenversammlung 2021Insgesamt 37 Sitze - Linke: 1 - SPD: 6 - Grüne: 6 - FDP: 1 - FW Karben: 3 - CDU: 19 - AfD: 1 | FDP                               | Freie Demokratische Partei                  | 3,4   | 1     | 2,9   | 1     | 1,9   | 1     | 3,4   | 1     | 2,1   | 1     |
| Sitzverteilung in der Stadtverordnetenversammlung 2021Insgesamt 37 Sitze - Linke: 1 - SPD: 6 - Grüne: 6 - FDP: 1 - FW Karben: 3 - CDU: 19 - AfD: 1 | AfD                               | Alternative für Deutschland                 | 2,7   | 1     | —     | —     | —     | —     | —     | —     | –     | –     |
| Sitzverteilung in der Stadtverordnetenversammlung 2021Insgesamt 37 Sitze - Linke: 1 - SPD: 6 - Grüne: 6 - FDP: 1 - FW Karben: 3 - CDU: 19 - AfD: 1 | NPD                               | Nationaldemokratische Partei Deutschlands   | —     | —     | —     | —     | —     | —     | —     | —     | 0,5   | 0     |
| Sitzverteilung in der Stadtverordnetenversammlung 2021Insgesamt 37 Sitze - Linke: 1 - SPD: 6 - Grüne: 6 - FDP: 1 - FW Karben: 3 - CDU: 19 - AfD: 1 | Gesamt                            | Gesamt                                      | 100,0 | 37    | 100,0 | 37    | 100,0 | 37    | 100,0 | 37    | 100,0 | 37    |
| Sitzverteilung in der Stadtverordnetenversammlung 2021Insgesamt 37 Sitze - Linke: 1 - SPD: 6 - Grüne: 6 - FDP: 1 - FW Karben: 3 - CDU: 19 - AfD: 1 | Wahlbeteiligung in %              | Wahlbeteiligung in %                        | 57,8  | 57,8  | 58,0  | 58,0  | 56,1  | 56,1  | 52,8  | 52,8  | 59,2  | 59,2  |

### Bürgermeister
Nach der hessischen Kommunalverfassung wird der Bürgermeister für eine sechsjährige Amtszeit gewählt, seit dem Jahr 1993 in einer Direktwahl, und ist Vorsitzender des Magistrats, dem in der Stadt Karben neben dem Bürgermeister ehrenamtlich ein Erster Stadtrat und sieben weitere Stadträte angehören. Bürgermeister ist seit dem 1. April 2010 Guido Rahn (CDU). Er wurde als Nachfolger von Roland Schulz (SPD), der nach einer Amtszeit nicht wieder kandidiert hatte, am 27. September 2009 im ersten Wahlgang bei 77,6 Prozent Wahlbeteiligung mit 53,7 Prozent der Stimmen gewählt. Es folgten zwei Wiederwahlen, zuletzt ohne Gegenkandidaten im September 2021.
Amtszeiten der Bürgermeister
- 2010–2028 Guido Rahn (CDU)[28]
- 2004–2010 Roland Schulz (SPD)[29]
- 1992–2004 Detlev Engel (SPD) (1942–2017)[32]
- 1974–1992 Paul Schönfeld (SPD) (1928–1998)[33]
- 1972–1974 Albert Schäfer (SPD) (Letzter Bürgermeister der Gemeinde Petterweil, im Anschluss Staatsbeauftragter und gewählter Bürgermeister der Stadt Karben.)[34]
- 1970–1972 Gerd Klein (SPD) (Seine Amtszeit endete 1972 vorzeitig mit dem Zusammenschluss  von Karben und Petterweil.)[34]

### Städtepartnerschaften
- Krnov, Tschechien (seit 1993)
- Luisenthal, Deutschland (seit 1992)
- Ramonville-Saint-Agne, Frankreich
- Saint-Égrève, Frankreich

### Wappen und Flagge
Wappen

Blasonierung: In Gold unter blauem, mit drei Garben belegtem Schildhaupt zwei abgewendete schwarze, rot geschnäbelte und -bezungte Adlerköpfe.
Das Wappen der Stadt am 20. März 1972 vom Hessischen Innenminister genehmigt, gestaltet wurde es von dem Bad Nauheimer Heraldiker Heinz Ritt.
Die drei Garben wurden aus dem Ortswappen von Okarben übernommen, ursprünglich stammen sie aus dem Wappen der ortsadeligen Familie Dugel von Carben, dort allerdings in Silber auf blauem Grund und nicht aufgereiht. Sie machen das Wappen „redend“ (Garben = Karben). Die Adlerköpfe aus dem Wappen von Rendel weisen auf die Zugehörigkeit des Ortes (und der anderen heutigen Stadtteile außer Petterweil) zum Freigericht Kaichen im Mittelalter und der Frühen Neuzeit. Es sind abgewandelte Reichsadler, was sich dadurch erklärt, dass sich dieses Freigericht lange Zeit im Besitz der Reichsburg Friedberg befand.
 Flagge 
Die Flagge wurde gemeinsam mit dem Wappen genehmigt und wird wie folgt beschrieben:
„Auf blau-gelbem Flaggentuch das Stadtwappen.“

## Wirtschaft und Infrastruktur

### Verkehr
Karben liegt rund 15 Kilometer nördlich von Frankfurt am Main im städtischen Ballungsraum Frankfurt/Rhein-Main inmitten der Niddaaue zwischen Taunus und Vogelsberg. Erschlossen wird die Stadt über die Verkehrsachse
Frankfurt-Gießen mit der Bundesstraße 3. Die nächstgelegenen Autobahnanschlüsse sind Friedberg (Bundesautobahn 5, Anschlussstelle 16) im Norden und das Preungesheimer Dreieck (Bundesautobahn 661, Anschlussstelle 8) im Süden. Darüber hinaus verläuft die Strecke der Main-Weser-Bahn über Karbener Gemarkung. Die Stadt ist auf ihr mit dem Bahnhof Groß Karben am Ortsrand des Stadtteils Kloppenheim und dem Haltepunkt Okarben angeschlossen. Die beiden nächstgelegenen Fernbahnhöfe, der Hauptbahnhof Frankfurt am Main und der Trennungsbahnhof Friedberg, sind mit der S-Bahn-Linie S6 zu erreichen.
Das lokale Stadtbusnetz, das die drei Buslinien 72 (Friedberg – Groß-Karben), 73 (Petterweil (teilweise Rosbach) – Groß-Karben) und 74 (Rendel (teilweise Gronau) – Groß-Karben) umfasst, wird im Anschluss an den Linienbusverkehr in den Abendstunden wiederum durch ein Anrufsammeltaxi ergänzt. Seit Dezember 2012 verbindet darüber hinaus eine Nachtbuslinie zwischen 1:30 und 3:30 Uhr Karben mit Bad Vilbel und Frankfurt am Main. Seit Juni 2014 gibt es zudem eine Schnellbuslinie, die eine Erweiterung einer bereits bestehenden Linie zwischen Bad Homburg und Königstein darstellt und im 60-Minuten-Takt zwischen Karben und Bad Homburg verkehrt. Sie erschließt die Anbindung an die Nachbarkommune, nachdem die Stadt Frankfurt 2011 die Anbindung Petterweils durch die Buslinie 65 aufgrund Fahrgastmangels eingestellt hatte.
Seit den 1970er Jahren wurde wegen der mit ca. 15.000 Fahrzeugen pro Tag verhältnismäßig hohen Belastung in der noch dörflich engen Bahnhofstraße im Stadtteil Groß-Karben eine Nordumgehung mit Anbindung und Ableitung der L3351 und K246 gefordert. Um 2010 wurde dieses Vorhaben durch das Land Hessen beplant und genehmigt; es wurde jedoch noch nicht in die Dringlichkeitsliste aufgenommen. Um das Bauvorhaben zu beschleunigen, unterzeichnete der Magistrat Karbens Anfang Mai 2012 einen Vertrag zur Vorfinanzierung der 16,2 Millionen Euro Baukosten. Die Bauarbeiten für die 3,2 Kilometer lange Umgehungsstraße konnten nach den archäologischen Voruntersuchungen Anfang 2013 begonnen werden. Anwohner in den Wohngebieten im Norden von Groß-Karben hatten sich gegen das Projekt zunächst gewehrt; sie erhielten aus Mitteln der Stadt Karben einen besonderen Schallschutzwall. Die Nordumgehung wurde am 30. November 2016 für den Verkehr freigegeben und kostete 17,5 Millionen Euro.

### Unternehmen (Auswahl)
- ContiTech Techno-Chemie GmbH, Werk Karben der Continental AG[43][44]
- König + Neurath, Büromöbel-Hersteller
- Rapp’s Kelterei GmbH, Konzernunternehmen der Hassia Mineralquellen

### Bildung
- Kurt-Schumacher-Schule; Gesamtschule mit gymnasialer Oberstufe, Groß-Karben
- Selzerbachschule; Grundschule, Klein-Karben
- Pestalozzi-Schule; Grundschule, Groß-Karben
- Grundschule am Römerbad, Okarben
- Grundschule, Lilienwaldschule Petterweil
- Grundschule Kloppenheim
- Musikschule Bad Vilbel/Karben
- Berufsbildungswerk Südhessen
- Stadtbücherei mit ca. 40.000 Medien in einer Hauptbücherei und drei Zweigstellen

### Freizeit- und Sportanlagen (Auswahl)
- Hallenfreizeitbad
- Stadion an der Waldhohl, seit 2017 mit zusätzlichem Fußballplatz[45]
- Günter-Reutzel-Sportfeld (KSV Klein-Karben)
- Sportanlage Burg-Gräfenrode (FSG Burg-Gräfenrode)
- Turnhalle am Park in Groß-Karben (Turngemeinde Groß-Karben 1891 e. V.)
- Reitanlage Reitgemeinschaft Weissenburg Karben/Stadtteil Burg-Gräfenrode
- Skatebahnanlage in Klein-Karben
- Modellflugplatz Karben
- Sportplatz Am Park Groß-Karben (bis 2016)[46]

## Kultur und Sehenswürdigkeiten

### Kulturdenkmäler
Siehe dazu Liste der Kulturdenkmäler in Karben

### Naturdenkmale

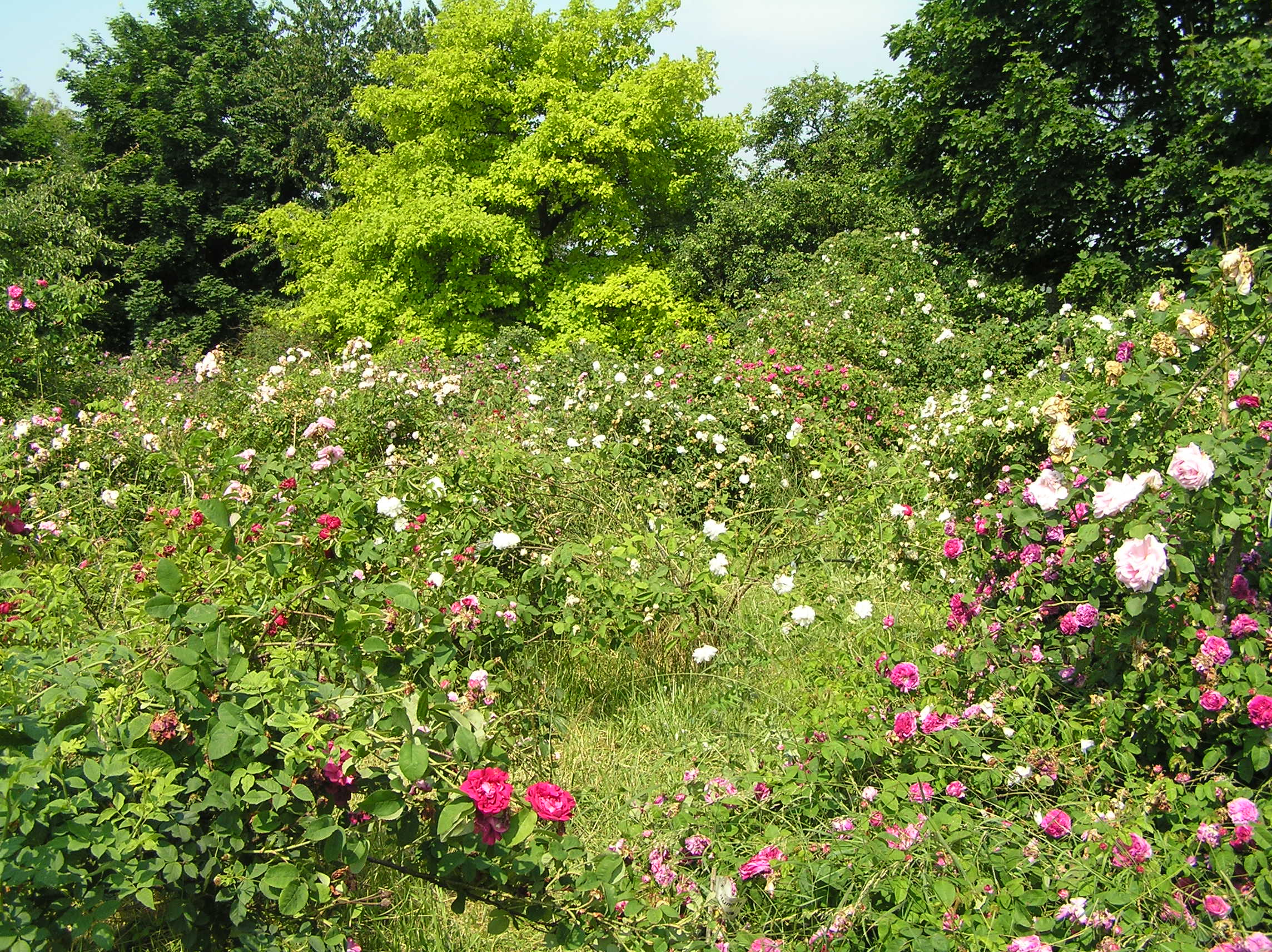
Rosenhang Karben
Oberhalb des Ortes am Friedhof liegt der Karbener Rosenhang. Es handelt sich um ein etwa 5000 Quadratmeter großes Grundstück mit altem Baumbestand, auf dem seit 1993 über 700 verschiedene historische Rosen gepflanzt wurden. Der frei zugängliche Rosenhang ist kein Rosengarten im klassischen Sinne. Die Rosen wachsen in naturbelassener Umgebung gemäß ihrer natürlichen Wuchsform. Vielfach haben die gepflanzten alten Rosensorten nur eine Blütephase im Jahr. Insbesondere im Juni ist daher der Rosenhang ein Meer von Blüten und Duft. Ebenfalls im Juni findet seit 2001 das Rosenfest statt.
Geologisches Denkmal
Zwischen den Stadtteilen Klein-Karben und Rendel wurde im Oktober 2006 ein Geologisches Denkmal (Geotop) von Geowissenschaftlern der Universität Frankfurt, des Hessischen Landesamtes für Umwelt und Geologie, des Hessischen Landesamtes für Denkmalpflege und mit der Stadtverwaltung von Karben errichtet. Es ist ein paläontologisches Boden- und Kulturdenkmal nach § 19 des hessischen Denkmalschutzgesetzes.
Im Geotop kann man die Bodenschichten betrachten und Fossilien finden, die aus dem Wetterausee stammen, der vor 23 Millionen Jahren das Rhein-Main-Gebiet bedeckte. Der westexponierte Hang des Geotops ist mitverantwortlich dafür, dass dort während der letzten Eiszeiten nur wenig Löss angeweht wurde. Da aufgrund der geringen Bodenbedeckung das Festgestein im Untergrund leicht zu erreichen ist, handelt es sich um ein bei Wissenschaftlern sehr beliebtes Bodendenkmal.

### Skulpturenpark in Karben

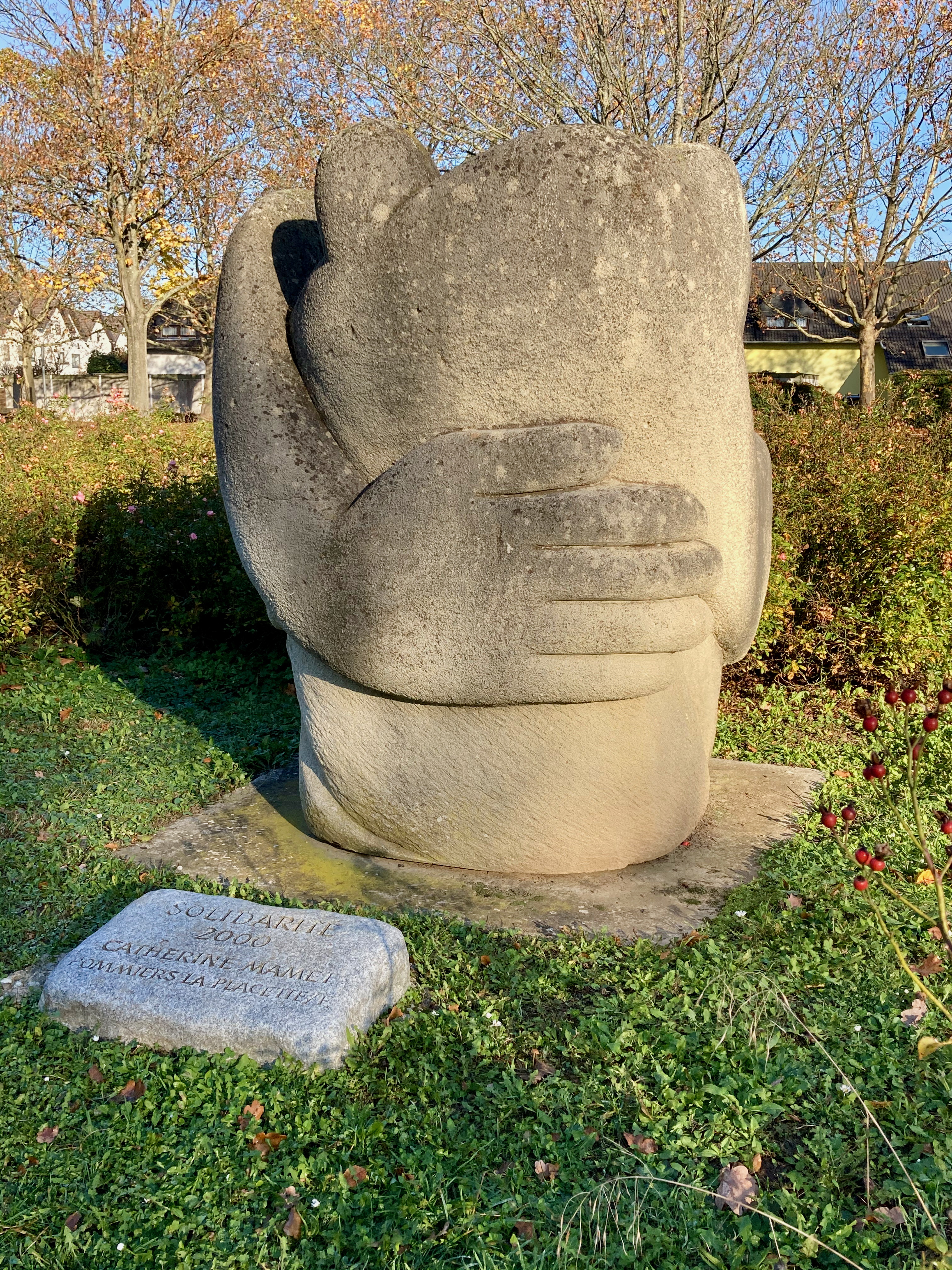
Skulptur Solidarité von Cahterine Mamet.

Der Skulpturenpark ist ein aus mehreren Skulpturen bestehender Skulpturengarten. Er wurde im Sommer 2001 mit der Enthüllung der ersten Skulptur Solidarité eingeweiht.

## Persönlichkeiten
- Heinrich Christian Flick (1790–1869), lutherischer Pfarrer und Demokrat, geboren und gestorben in Petterweil
- Heinrich Siesmayer (1817–1900), Gartenarchitekt, in Groß-Karben aufgewachsen
- Peter Geibel (1841–1901) wurde in Klein-Karben geboren. Er war ein Dichter der Wetterauer Mundart, die den Mittelhessischen Dialekten angehört. Anlässlich der Gründung der Peter-Geibel-Apotheke in Klein-Karben (1972) wurde der Gedichtband Mein schinste Gruß d’r Wearreraa! neu aufgelegt. Das Werk, phonetisch geschrieben, zeugt von der einstmals üblichen, heute aber fast verschwundenen Mundart. Vom Dichter künden heute noch eine Straße in Klein-Karben sowie ein Platz mit Brunnen sowie das Geburtshaus neben dem Brunnen.
- Theodor Schott (1852–1921), in Burg-Gräfenrode geborener Mediziner
- Richard Wendel (1894–1971), Landwirt und Politiker, Abgeordneter des Beratenden Landesausschusses Groß-Hessen (CDU)
- Dietrich Weise (1934–2020), Fußballtrainer, zweimaliger DFB-Pokal-Sieger mit Eintracht Frankfurt
- Alexandre Malempré (1939–2020), belgisch-deutscher Trompeter, lebte viele Jahre in Karben
- Hans Jürgen Kärcher (* 1941), Ingenieur und weltweit bekannter Teleskopentwickler (Astronomie)
- Karin Tietze-Ludwig (* 1941), ARD-Fernsehansagerin der wöchentlichen Ziehung der Lottozahlen im Deutschen Lottoblock
- Manfred Fink (* 1958), Opernsänger
- Nina Hauer (* 1968), Pädagogin, Politikerin, Mitglied des Deutschen Bundestages (1998–2009)